# 3GP
3GP je formát multimediálního kontejneru, ve kterém je možno ukládat videosoubory nebo audiosoubory. Byl definován organizací 3GPP pro 3G UMTS multimediální služby. Využívá se převážně pro mobilní telefony.
Tento kontejner může podle specifikace využívat kódování videa H.263, MPEG-4 Part 2, nebo MPEG-4 Part 10 (H.264). Audio může být kódováno pomocí AMR-NB, AMR-WB, AMR-WB+, AAC-LC, HE-AAC v1, nebo Enhanced aacPlus (HE-AAC v2).